# Pachycephala modesta
Sibilante-modesto ou assobiadeira-de-dorso-castanho (Pachycephala modesta) é uma espécie de ave da família Pachycephalidae.
É endémica da Papua-Nova Guiné.
Os seus habitats naturais são: regiões subtropicais ou tropicais húmidas de alta altitude.